# Hilary Śliwiński
Hilary Jan Śliwiński (właśc. Jan Rochus Śliwiński; ur. 16 sierpnia 1788 w Wolental, zm. 24 listopada 1861 w Szaradowie, pochowany w katakumbach kościoła Wniebowzięcia Najświętszej Maryi Panny w Kcyni) – polski duchowny, karmelita, ostatni przeor konwentu karmelitów w Kcyni, przeor i prezbiter karmelitów trzewiczkowych, komendarz, protektor i proboszcz Kościoła katolickiego.

## Życiorys
Urodził się jako Jan Rochus Śliwiński (właśc. Joannes Rochus) 16 sierpnia 1788 roku w Wolental, rodzicami byli Piotr i Katarzyna z d. Wojtasiówna. Został ochrzczony 18 sierpnia 1788. Nowicjat rozpoczął w Trutowie między sierpniem 1811 a wrześniem 1812. W zakonie przyjął imię Hilary od św. Jana – zgodnie z zakonną tradycją, że predykat był mieniem chrzcielnym. Święcenia kapłańskie otrzymał 9 kwietnia 1814. Po śmierci swojego ojca Piotra, przybył w 1824 wraz z matką Katarzyną do Kcyni, w tym samym roku do Kcyni sprowadził swoich dwóch braci Jakuba i Stanisława, którzy na przełomie 1829/1830 roku objęli w dzierżawę folwark klasztorny. W 1835 nastąpiła, z rozkazu rządu pruskiego, kasacja klasztoru Karmelitów, w którym Hilary urzędował jako ostatni przeor konwentu karmelitów w Kcyni. Po pracowitym żywocie duchownym, Hilary Jan Śliwiński zmarł 24 listopada 1861 w Szaradowie, jego ciało zostało pochowane w katakumbach kościoła Wniebowzięcia Najświętszej Maryi Panny w Kcyni. Obraz jego podobizny, namalowany został między 1850, a 1861 rokiem, ówcześnie zdobił ścianę kalwarii kcyńskiej, obecnie znajduje się w parafii pw. św. Michała Archanioła w Kcyni.

### Parafie[3]
- Kcynia klasztor karmelitów trzewiczkowych (-) – przeor w 1830
- Poznań klasztor karmelitów trzewiczkowych (-) – prezbiter
- Brodnica parafia pw. św. Katarzyny (1820–1821) – wikary
- Kcynia kościół pokarmelitański (1836) – wikary
- Kcynia kościół pokarmelitański (1841) – rezydent
- Chomętowo parafia pw. św. Apostołów Piotra i Pawła (1849) – emeryt rezydent
- Rynarzewo (1850–1860) – protektor
- Rynarzewo parafia pw. św. Katarzyny (1852–1860) – komendarz
- Szaradowo (1850–1860) – proboszcz
- Szaradowo parafia pw. św. Mikołaja Biskupa (– 24.11.1861) – emeryt